# Quai de Boisguilbert
Le quai de Boisguilbert est une voie publique de la commune française de Rouen.

## Situation et accès
Le quai de Boisguilbert est situé entre le quai Ferdinand-de-Lesseps dont la limite est marquée par la rue Jean-Ango et le quai Gaston-Boulet avec l'allée Aimé-Césaire, prolongement vers les quais de l'avenue Pasteur. Il fait partie de l'Espace des Marégraphes.
Rues adjacentes
- Rue René-Dragon[Note 1]
- Rue Montaigne[Note 2]

## Origine du nom
Il porte le nom de l'écrivain et économiste rouennais Pierre Le Pesant de Boisguilbert (1646-1714).
Dès 1869, on sait que le nom de «Bois-Guilbert» est en usage à Rouen pour désigner une rue.

## Historique
Les lieux ont porté le nom de « rue Tirhuit ». En 1885 sont créés près du Mont-Riboudet trois quais dont celui dont il est question.

## Bâtiments remarquables et lieux de mémoire
- Château d'eau-marégraphe
- On peut y voir une plaque commémorative dédiée à Robert Fulton qui réalisa en 1800 dans le bassin Saint-Gervais les premières expériences avec son sous-marin le Nautilus qu'il avait fait construire dans les chantiers Perrier à Rouen. Cette plaque a été apposée en 1918 afin de remercier les États-Unis pour leur participation au premier conflit mondial.

### Hangars
- Hangar B : réhabilité, il accueille la brasserie Le Marégraphe. Il a été prolongé pour accueillir un auditorium pour le H2O. Au moment de la création du Panorama XXL, le hangar a été prolongé par des modules préfabriqués et la création d'une rotonde à structure métallique avec un bardage de panneaux suivant un camaïeu de bleu.
- Hangar C : il abrite le siège de l'agence de l'eau Seine-Normandie.
- Hangar D : réhabilité, le hangar accueille Studio Fitness et la brasserie Au bureau.
- Hangar E : réhabilité, il comprend l’Entrepôt Food Hall.